# آنکا فوا (پویکا)
آنکا فوا (به اسپانیایی: Anka Phawa) یک کوه در پرو است که در Peru, Arequipa Region, La Unión Province, Peru واقع شده‌است. آنکا فوا ۵٬۰۰۰ متر بالاتر از سطح دریا واقع شده‌است.